# Marcia Gudereit
Marcia Gudereit, née Marcia Schiml le 8 septembre 1965 à Moose Jaw, est une joueuse canadienne de curling notamment championne olympique en 1998.

## Biographie
Marcia Gudereit s'associe avec la skip Sandra Schmirler ainsi que Jan Betker et Joan McCusker. Elles sont championnes du Canada et du monde en 1993, 1994 et 1997. Représentant leur pays aux Jeux olympiques d'hiver de 1998 à Nagano au Japon, où le curling est un sport officiel pour la première fois depuis 1924, Schmirler et ses coéquipières sont championnes olympiques après avoir battu le Danemark en finale. Elles deviennent membres du Curling Hall of Fame en 1999 et du Panthéon des sports canadiens en 2000. Schmirler meurt d'un cancer en mars 2000, à l'âge de 36 ans, et l'équipe est reformée en 2003 avec Betker comme skip. Elle n'atteint cependant pas les résultats qu'elle avait avec Schmirler. En dehors du curling, Gudereit travaille pour une compagnie d'assurances canadienne